# Tropodiaptomus neumanni
Tropodiaptomus neumanni là một loài giáp xác trong họ Diaptomidae.